# باربرا بيري
باربرا بيري (بالإنجليزية: Barbara Mae Perry)‏ هي راقصة وممثلة أمريكية، ولدت في 22 يونيو 1923 بنورفولك في الولايات المتحدة.

## أعمال

### مسلسلات
- كيف قابلت أمكما

## وصلات خارجية
- باربرا بيري على موقع IMDb (الإنجليزية)
- باربرا بيري على موقع روتن توميتوز (الإنجليزية)
- باربرا بيري على موقع ألو سيني (الفرنسية)
- باربرا بيري على موقع ميوزك برينز (الإنجليزية)
- باربرا بيري على موقع أول موفي (الإنجليزية)
- باربرا بيري على موقع قاعدة بيانات برودواي على الإنترنت (الإنجليزية)
- باربرا بيري على موقع قاعدة بيانات الأفلام السويدية (السويدية)
- باربرا بيري على موقع إن إن دي بي (الإنجليزية)
- باربرا بيري على موقع قاعدة بيانات الفيلم (الإنجليزية)
- باربرا بيري على موقع كينوبويسك (الروسية)